# Vinkenbuurt
Vinkenbuurt (Nedersaksische uitspraak: (de) Vinknbuurt(e)) is een buurtschap in de gemeente Ommen, in de Nederlandse provincie Overijssel. Het is een voornamelijk agrarische gemeenschap die is ontstaan tijdens de ontginning van het Varsenerveld in de 20e eeuw. De buurtschap heeft een kerk en een klein buurtcentrum en telt ca. 435 inwoners. Vinkenbuurt ligt ongeveer 10 km van Ommen en 20 km van Hoogeveen. Het Vinkenbuurtse dialect heeft meer verwantschap met dat van Balkbrug en Nieuwleusen dan met wat in de gemeente Ommen wordt gesproken.

## Toneel
De maand januari staat, sinds de oprichting van de Vinkenbuurtse Toneelgroep in 1978 in het teken van toneelavonden die gespeeld worden in het buurthuis te Vinkenbuurt.

## Sluiting basisschool
Met ingang van het schooljaar 2018-2019 is na een bestaan van 110 jaar de Openbare Basisschool Vinkenbuurt gesloten.
Stad: Ommen      Dorpen: Lemele · Vilsteren 

Buurtschappen: Archem · Arriën · Arriërveld · Beerze · Beerzerveld · Besthmen · Dalmsholte (deels) · Eerde · Emsland · Giethmen · Hoogengraven · Junne · Nieuwebrug · Ommerbosch · Ommerkanaal · Ommerschans · Ommerveld · Rotbrink · Stegeren · Stegerveld · Varsen · Vinkenbuurt · Witharen · Zeesse

Overijssel · Steden en dorpen      Nederland · Provincies · Gemeenten